# Zom 100 ~ Zombie ni Naru made ni Shitai 100 no Koto ~
Zom 100 ~Zombie ni Naru made ni Shitai 100 no Koto~ à một ấn phẩm manga viết bởi Aso Haro và Takata Kotaro đảm nhận vai trò minh họa. Bộ truyện xuất bản lần đầu trên tạp chí seinen manga Monthly Sunday Gene-X của Shogakukan từ tháng 10 năm 2018, cùng các chương được biên soạn thành hai mươi tập tankōbon tính đến tháng 7 năm 2025. Ấn phẩm cấp phép phát hành bằng tiếng Anh ở Bắc Mỹ bởi Viz Media. Một bộ anime truyền hình do Bug Films chuyển thể phát sóng từ tháng 7 năm 2023. Bản live-action dựa trên manga sẽ ra mắt trên Netflix từ tháng 8 năm 2023.

## Nội dung
Bộ phim kể về Tendo Akira, một nhân viên văn phòng 24 tuổi phát hiện ra mình bị mắc kẹt trong một cuộc sống thường ngày và vô nghĩa. Cậu thiếu động lực vì không hài lòng với công việc của mình; tuy nhiên, khi ngày tận thế bất ngờ ập đến Tokyo, biến mọi người thành những xác sống vô hồn, mọi thứ đã bị đảo lộn. Thay vì bị khuất phục trước nỗi sợ hãi, Akira coi đây là cơ hội để trải nghiệm cuộc sống một cách trọn vẹn nhất thay vì chấp nhận sự tồn tại buồn tẻ lặp đi lặp lại. Cậu quyết định viết một "bucket list" về mọi thứ cậu muốn làm trước khi chết để không chỉ được tận mắt trải nghiệm mà còn để chứng tỏ rằng cậu vẫn còn sống cho dù mọi thứ không xảy ra như ý muốn.
Với sự đồng hành với người bạn Kencho, Akira bắt tay vào những chuyến du ngoạn khắp các thành phố bị xác sống xâm chiếm. Những trò chơi khăm của họ từ những thú vui đơn giản như ăn uống miễn phí tại những nhà hàng đắt tiền cho đến những thú vui xa hoa hơn như đi tàu lượn siêu tốc và thăm những ngôi nhà ma ám. Akira và Kencho tình cờ gặp những người sống sót khác, những người có động lực sống sót của riêng họ khi họ băng qua những con phố đầy rẫy những xác sống ăn thịt.

## Nhân vật
Tendō Akira (天道 輝)
Lồng tiếng bởi: Umeda Shūichirō
Akira là cựu nhân viên của một công ty đen chuyên bóc lột sức lao động và anh gần như hoàn toàn nghĩ mọi thứ sẽ mãi như thế. Khi ngày tận thế và xác sống trỗi dậy, anh thay vì sợ hãi thì quyết định thực hiện mọi mong muốn của mình mà trước đây anh không thể làm được. Làm 100 điều được viết trong cuốn sổ "100 điều cần làm trước khi trở thành xác sống" của mình và quyết tâm làm bất cứ giá nào. Điều đầu tiên trong danh sách của anh là tỏ tình với một nữ nhân viên xinh đẹp Saori Ootori trong công ty dù biết cô đã có người tình và trở thành xác sống. Akira từng là thành viên trong đội bóng bầu dục nên sức chịu người hơn bình thường.
Mikazuki Shizuka (三日月 閑)
Lồng tiếng bởi: Kusunoki Tomori
Cô là một cựu kế toán cho một công ty nước ngoài và trở thành một thành viên của nhóm Akira, có một người bố giàu có luôn kiểm soát mọi việc khiến cô gần như không thể trải qua cuộc sống bình thường và cô đã từng muốn trở thành bác sĩ. Sở hữu trí thông minh và sức chịu đựng cao, cô dùng nó để sống sót nhất có thể trong đại dịch. Khi mới lần đầu gặp Akira trong tiệm tạp hóa cô cảm thấy anh quá lạc quan và điều đó dễ khiến anh mất mạng nhưng sau vài loạt sự cố chạm mặt nhau cô đã theo Akira như một thành viên trong nhóm.
Ryūzaki Ken'ichirō (竜崎 憲一朗) / Kencho (ケンチョ)
Lồng tiếng bởi: Furukawa Makoto
Được Akira gọi bằng biệt danh trìu mến là Kencho, anh là một nhân viên kinh doanh bất động sản nhưng từng ước mơ làm diễn viên hài. Anh quen Akira lúc còn đại học trong câu lạc bộ bóng bầu dục. Anh có thân hình lực lưỡng và rắn chắc, cùng với tính tình sôi nổi và năng động. Anh còn có một trò đùa mình hay làm mà chỉ có Akira thấy hài nhất là "lộ thiên" tự cởi hết quần áo, anh khỏa thân làm trò.
Beatrix Amerhauser (ベアトリクス・アメルハウザー Beatorikusu Ameruhauzā) / Bea (ベア Bea)
Lồng tiếng bởi: Takahashi Minami
Biệt danh Bea, cô là một sinh viên đại học từ Đức du lịch đến Nhật Bản để khám phá văn hóa cô hằng ao ước lúc còn bé. Tốt bụng và nhiệt tình, cô luôn lạc quan không khác gì Akira. Để chống lại xác sống, cô mặc bộ giáp samurai để bảo vệ cơ thể, ngoài ra cô còn biết sử dụng các vũ khí khác như thanh katana, cung và naginata (một loại giáo). Cô tham gia vào nhóm Akira và trở thành một thành viên trong đó.

## Truyền thông

### Manga
Zom 100 ~ Zombie ni Naru made ni Shitai 100 no Koto ~ do Aso Haro viết và Takata Kotaro minh họa. Manga đăng trên tạp chí seinen manga Monthly Sunday Gene-X của Shogakukan từ tháng 10 năm 2018. Shogakukan đã biên soạn các chương của ấn phẩm thành các tập tankōbon riêng lẻ. Tập đầu tiên được phát hành vào ngày 19 tháng 3 năm 2019. Tính đến ngày 18 tháng 7 năm 2025, hai mươi tập đã được xuất bản.
Tại Bắc Mỹ, Viz Media đã công bố phát hành bộ truyện bản tiếng Anh vào tháng 7 năm 2020. Ngày 9 tháng 5 năm 2023, Viz Media ra mắt dịch vụ manga kỹ thuật số Viz Manga, với các chương của bộ truyện ra mắt bản tiếng Anh ở Bắc Mỹ cùng lúc khi chúng phát hành ở Nhật Bản.
Manga nắm giữ bản quyền tại Pháp bởi Kana, và tại Indonesia bởi Elex Media Komputindo.

### Live-action
Ngày 7 tháng 6 năm 2022, trong buổi phát trực tiếp Geeked Week, Netflix đã công bố chuyển thể kive-action. Ishida Yusuke sẽ chỉ đạo bộ phim, dựa trên kịch bản của Mishima Tatsuro. Morii Akira là nhà sản xuất, hợp tác với ROBOT và Plus One Entertainment. Phim dự kiến ra mắt ngày 3 tháng 8 năm 2023.

### Anime
Vào ngày 6 tháng 1 năm 2023, bản anime truyền hình chuyển thể đã được công bố, như một phần của thỏa thuận giữa Viz Media, Shogakukan và Shogakukan-Shueisha Productions. Bộ phim sản xuất bởi Bug Films và Kawagoe Kazuki đạo diện, với Ueda Hanako đảm nhận trợ lý chỉ đạo, kịch bản được giám sát bởi Seko Hiroshi, thiết kế nhân vật do Tanaka Kii thực hiện, thiết kế xác sống bởi Fukuchi Junpei và Miyazaki Makoto soạn nhạc. Bộ phim ra mắt trên MBS và TBS vào ngày 9 tháng 7 năm 2023. Nhạc hiệu mở đầu là Song of the Dead (ソングオブザデッド Songu obu za Deddo) của Kana-Boon, bên cạnh nhạc hiệu kết thúc Happiness of The Dead (ハピネス オブ ザ デッド Hapinesu obu za Deddo) bởi Shiyui.
Hulu, Netflix và Crunchyroll đồng phát trực tuyến tác phẩm tại Hoa Kỳ với các nền tảng Nhật Bản. Muse Communication cấp phép bộ phim tại khu vực Châu Á-Thái Bình Dương.

#### Thông tin thư mục anime
| TT.  | Tiêu đề | Đạo diễn         | Biên kịch    | Bảng phân cảnh   | Ngày phát hành gốc   |
| ---- | --- | ---------------- | ------------ | ---------------- | -------------------- |
| 1    | "Akira của cái chết (Akira of the Dead)" Chuyển ngữ: "Akira obu za Deddo" (tiếng Nhật: アキラ オブ ザ デッド)                                                   | Kawagoe Kazuki   | Seko Hiroshi | Kawagoe Kazuki   | 9 tháng 7 năm 2023   |
| 2    | "Danh sách của cái chết (Buck List of the Dead)" Chuyển ngữ: "Baketto Risuto obu za Deddo" (tiếng Nhật: バケットリスト オブ ザ デッド)                          | Maeya Toshihiro  | Seko Hiroshi | Ueda Hanako      | 16 tháng 7 năm 2023  |
| 3    | "Bạn chí cốt của cái chết (Best Friend of the Dead)" Chuyển ngữ: "Besuto Furendo obu za Deddo" (tiếng Nhật: ベストフレンド オブ ザ デッド)                      | Shinohara Jun    | Seko Hiroshi | Shinohara Jun    | 23 tháng 7 năm 2023  |
| 4    | "Tiếp viên của cái chết (CA of the Dead)" Chuyển ngữ: "Shī Ē obu za Deddo" (tiếng Nhật: CA オブ ザ デッド)                                                      | Katsuya Ōshima   | Hiroshi Seko | Katsuya Ōshima   | 30 tháng 7 năm 2023  |
| SP–1 | Chuyển ngữ: "Zom 100 Tokuban ~Zombie Kara Nigekiru Tame ni Junbi Shitai 100 no Koto~" (tiếng Nhật: ゾン100 特番～ゾンビから逃げ切るために準備したい100のこと～) | N/A              | N/A          | N/A              | 6 tháng 8 năm 2023   |
| 5    | Chuyển ngữ: "Hīrō obu za Deddo" (tiếng Nhật: ヒーロー オブ ザ デッド)                                                                                           | Shōtarō Tamemizu | Hiroshi Seko | Shōtarō Tamemizu | 13 tháng 8 năm 2023  |
| 6    | Chuyển ngữ: "Kyanpingu Kā obu za Deddo" (tiếng Nhật: キャンピングカー オブ ザ デッド)                                                                           | Toshihiro Maeya  | Hiroshi Seko | Toshihiro Maeya  | 27 tháng 8 năm 2023  |
| 7    | Chuyển ngữ: "Sābisu Eria obu za Deddo" (tiếng Nhật: SA オブ ザ デッド)                                                                                          | Kazuya Monma     | Hiroshi Seko | Hanako Ueda      | 3 tháng 9 năm 2023   |
| 8    | Chuyển ngữ: "Sushi ando Hotto Supuringu obu za Deddo" (tiếng Nhật: スシ&ホットスプリング オブ ザ デッド)                                                        | Gorō Kuji        | Hiroshi Seko | Gorō Kuji        | 17 tháng 9 năm 2023  |
| 9    | Chuyển ngữ: "Tsurīhausu obu za Deddo" (tiếng Nhật: ツリーハウス オブ ザ デッド)                                                                                 | Yū Harima        | Hiroshi Seko | Yū Harima        | 24 tháng 9 năm 2023  |
| 10   | Chuyển ngữ: "Hōmutaun obu za Deddo Wan" (tiếng Nhật: ホームタウン オブ ザ デッド I)                                                                             | TBA              | TBA          | TBA              | 25 tháng 12 năm 2023 |